# Gianluigi Rozza
Gianluigi Rozza (Sant'Angelo Lodigiano, 20 aprile 1977) è un matematico e ingegnere italiano.

## Biografia
Si laurea nel 2002 in ingegneria aerospaziale, conseguendo la laurea magistrale presso il Politecnico di Milano con specializzazione in aerodinamica. Frequenta successivamente la scuola di dottorato in matematica applicata presso l'Ecole Polytechnique Fédérale de Lausanne (EPFL) ottenendo nel 2005 il titolo di PhD in analisi numerica ed ingegneria computazionale con la tesi dal titolo: “Shape Design by Optimal Flow Control and Reduced basis Techniques: Applications to Bypass Configurations in Haemodynamics”. Presso lo stesso istituto consegue una borsa come assegnista di ricerca nella Cattedra di modellistica numerica e calcolo scientifico nel gruppo di ricerca del Professor Alfio Quarteroni. Dal 2006 al 2008 ricopre la posizione di ricercatore (Postdoctoral Associate Researcher) presso il Massachusetts Institute of Technology (MIT) di Boston, nel dipartimento di ingegneria meccanica e nel centro di ingegneria computazionale, all'interno del gruppo di ricerca del Professor Anthony Tyr Patera.
Dopo un periodo come ricercatore (Senior Researcher and Lecturer) all'EPFL di Losanna (2008-2012), torna in Italia, presso la Scuola Internazionale Superiore di Studi Avanzati (SISSA) di Trieste, nel gruppo di ricerca in matematica applicata SISSA mathLab, che coordina dal 2018.
Nel 2014 viene insignito del prestigioso premio Jacques-Louis Lions dall'European Community on Computational Methods in Applied Sciences (ECCOMAS) Congress a Barcellona. Nello stesso anno consegue il titolo di professore associato di Analisi Numerica e, nel 2018, quello di professore ordinario, entrambi presso la SISSA di Trieste che rimane tuttora il principale ateneo per cui lavora come coordinatore dell'area di matematica e, delegato del direttore per l'innovazione, la valorizzazione della ricerca, il trasferimento tecnologico e i rapporti con le imprese.
Il Consiglio europeo della ricerca (ERC) lo ha riconosciuto vincitore nel 2015 di un Consolidator Grant (CoG) con il progetto «AROMA-CFD» (2016-2022), a cui è seguito nel 2022 il finanziamento PoC (Proof of Concept) per il progetto «ARGOS».
Rientra attualmente nella lista dei Top Italian Scientists nella categoria matematica.
La sua attività di ricerca verte sullo sviluppo di metodi numerici per equazioni differenziali alle derivate parziali parametriche, in particolare metodi di riduzione computazionale in meccanica del continuo, con spiccato interesse verso la fluidodinamica numerica, anche in presenza di turbolenza, e contributi in diversi ambiti, quali il controllo, l'ottimizzazione, le biforcazioni, la quantificazione dell'incertezza, per arrivare all'intelligenza artificiale, alla scienza dei dati e al gemello digitale.
Nel 2022 viene eletto presidente del consiglio di sorveglianza di SMACT (tecnologie digitali – Social, Mobile, Analytics, Cloud, IoT), centro di competenza ad alta specializzazione e strategia di innovazione per le imprese del MISE per l'industria 4.0 nel Triveneto, dopo un mandato nel consiglio di gestione.
Sempre dal 2022 è membro del comitato esecutivo di ECCOMAS (European Community on Computational Methods in Applied Sciences). Nello stesso anno è uno dei co-fondatori di FAST Computing, start-up SISSA, di cui è direttore scientifico.

## Riconoscimenti
- Nel 2004 ha ricevuto il Bill Morton CFD Prize[14] alla conferenza ICFD di Oxford.
- Nel 2005 la sua città natale (Sant'Angelo Lodigiano) gli ha conferito la Riconoscenza Civica[15].
- Nel 2006 ha ricevuto il Phd Award[16] all'ECCOMAS Congress (European Community on Computational Methods in Applied Sciences) ad Amsterdam.
- Nel 2009 ha ricevuto lo Springer Computational Science and Engineering (CSE) Award a Monaco con Phuong Huynh e Cuong Nguyen[17] per il software rbMIT sviluppato al MIT di Boston.
- Nel 2010 il comune di residenza (Castiraga Vidardo) gli ha conferito l'onorificenza con il Dardo D'Oro[18].
- Nel 2014 ha ricevuto il Jacques-Louis Lions Award[2] all'ECCOMAS Congress (European Community on Computational Methods in Applied Sciences) a Barcellona.
- Nel 2022 è stato invitato a tenere la prima Solari Lecture[19] al Politecnico di Milano.
- Nel 2025 viene nominato SIAM Fellow, U.S. Society for Industrial and Applied Mathematics.